# 아일랜드 자유국 총독
총독(아일랜드어: Seanascal 사나스칼, 영어: Governor-General)은 1922년에서 1936년 사이 아일랜드 자유국의 주권의 공식적 대표자이다.
1931년 웨스트민스터 헌장이 발표되면서 아일랜드 자유국은 완전한 입법적 자유를 획득했다. 그러나 아일랜드인들은 1922년에 사실상 입법적 독립이 이루어졌다고 생각한다. 아일랜드 총독직은 1936년 12월 11일 폐지되었다.

## 역대 총독
| No. | 성명 (생몰연도)                          | 초상 | 임기             | 임기             | 재임기간  | 군주                   | 집행평의회 의장                           |
| --- | ---------------------------------------- | ---- | ---------------- | ---------------- | --------- | ---------------------- | ----------------------------------------- |
| 1.  | 티모시 힐리, KC (1855년 ~ 1931년)        |      | 1922년 12월 6일  | 1928년 1월 31일  | 5년 56일  | 조지 5세               | 리엄 토마스 막 코스가르                   |
| 2.  | 제임스 맥닐 (1869년 ~ 1938년)            |      | 1928년 2월 1일   | 1932년 11월 1일  | 4년 274일 | 조지 5세               | 리엄 토마스 막 코스가르, 에이먼 데 벌레라 |
| 3.  | 도우날 우어 브루어할라 (1866년 ~ 1963년) |      | 1932년 11월 27일 | 1936년 12월 11일 | 4년 14일  | 조지 5세, 에드워드 7세 | 에이먼 데 벌레라                          |